# Cinzio (kardynał Ss. Sergio e Bacco)
Cinzio (zm. ok. 1147) – włoski kardynał. Prawdopodobnie pochodził z Rzymu lub okolic. Nominację otrzymał w grudniu 1144 od Lucjusza II. Uczestniczył w papieskiej elekcji 1145; nowy papież Eugeniusz III nadał mu diakonię Ss. Sergio e Bacco. Podpisywał bulle papieskie między 19 stycznia 1145 a 23 grudnia 1146.